# اس‌اس سوستربرخ
اس‌اس سوستربرخ (به انگلیسی: SS Soesterberg) یک زیردریایی بود که طول آن ۲۷۸٫۵ فوت (۸۴٫۹ متر) بود. این زیردریایی در سال ۱۹۲۷ ساخته شد.